# Duizendschoon
Duizendschoon (Dianthus barbatus) is een plant uit de anjerfamilie (Caryophyllaceae).
De stengel en de kelk zijn kaal. De kroonbladen zijn 5 tot 7 millimeter lang, met de kleuren rood, roze, violet, paars, wit, of tegenwoordig vaak ook tweekleurig, zoals wit met rood, rood met wit, paars met wit of wit met paars.